# Myrmedonota cordobensis
Myrmedonota cordobensis  (лат.) — вид жуков-стафилинид из трибы Lomechusini (Myrmedonota, Aleocharinae). Мексика (Veracruz: Córdoba, Matlaquiahuitl, 1570 м). Мелкие коротконадкрылые жуки черновато-коричневого цвета, длина тела 3,5—4,1 мм. Надкрылья и ноги коричневые. От близких видов отличается одноцветными надкрыльями и жёлтовато-коричневой апикальной частью 3-5-го тергитов брюшка.
Голова субокруглая, шея отсутствует, затылочный шов полный. Поверхность тела мелкопунктированная. 11-члениковые усики с увеличенными последними сегментами (булавовидные). Первый сегмент нижнегубных щупиков длиннее второго. Передние лапки 4-члениковые, а лапки средних и задних ног состоят из 5 сегментов (формула лапок: 4-5-5). Предположительно (как и другие близкие виды) мирмекофилы. Видовое название дано по имени места обнаружения (Córdoba).